# West-Qurna
West-Qurna is een van de grootste olievelden van Irak en ligt ten noorden van het olieveld Rumaila, ten westen van Basra. De winbare oliereserves van West-Qurna worden geschat op 11 tot 15 miljard vaten (1,8 tot 2,4 km³) en hebben een productiepotentieel van  0,8 tot 1,0 miljoen vaten per dag (1,5 tot 1,8 m³/s). Het Russische oliebedrijf LUKoil en het Amerikaanse oliebedrijf ConocoPhillips willen het gezamenlijk gaan exploiteren.